# Baitadi (huyện)

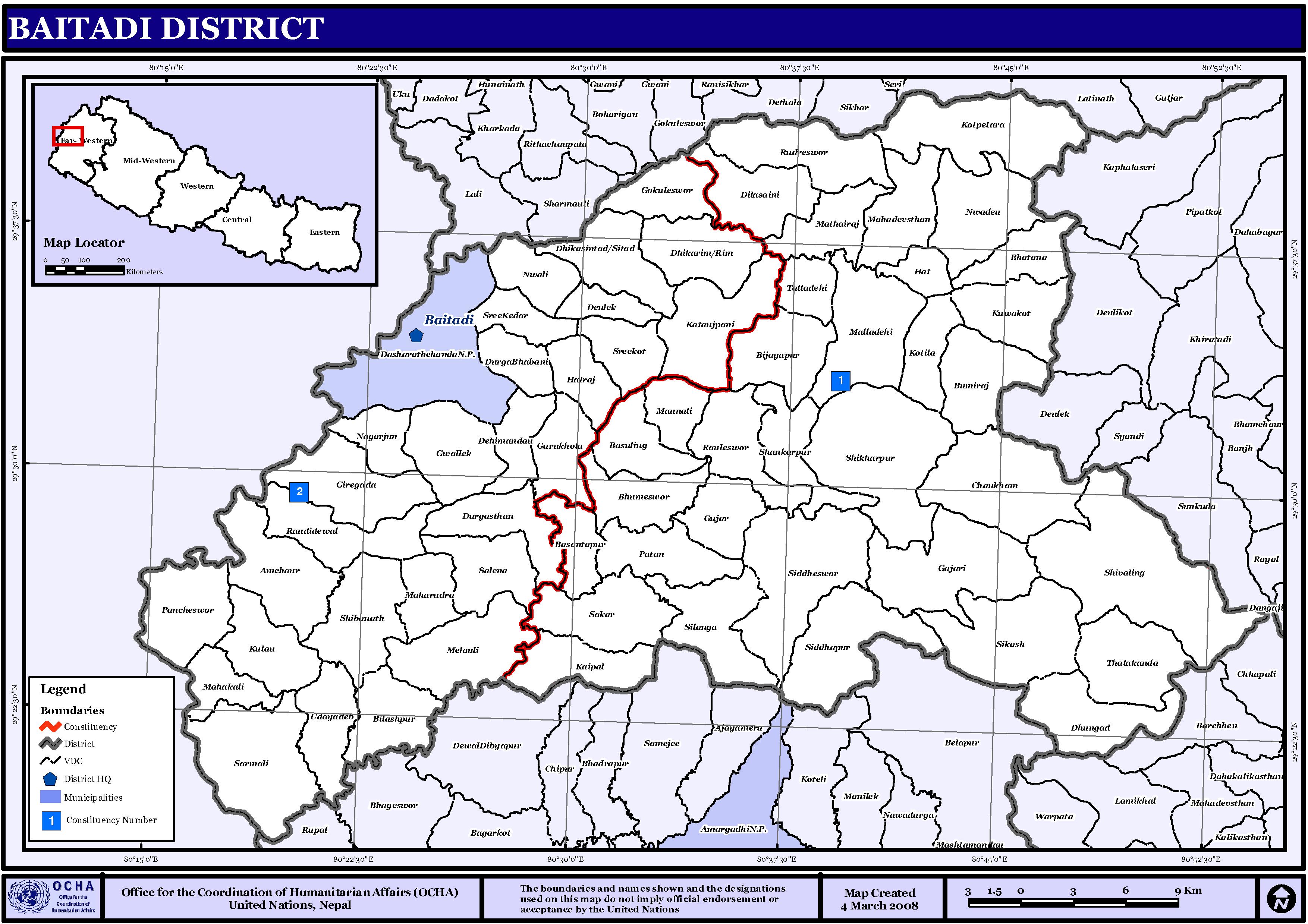
Baitadi

Baitadi (tiếng Nepal:बैतडी) là một huyện thuộc khu Mahakali, vùng Viễn Tây Nepal, Nepal. Huyện này có diện tích 1519 km², dân số thời điểm năm 2001 là 234418 người.

## Dân số
Biến động dân số giai đoạn 1952-2001:
| Năm    | 1952   | 1961   | 1971   | 1981   | 1991   | 2001   |
| ------ | ------ | ------ | ------ | ------ | ------ | ------ |
| Dân số | 132148 | 158962 | 108623 | 179136 | 200716 | 234418 |